# Плазменно-импульсное воздействие
Пла́зменно-и́мпульсное возде́йствие (ПИВ)  — один из методов интенсификации добычи нефти и газа, основанный на использовании резонансных свойств пласта. Метод заключается в повышении проницаемости и пьезопроводности продуктивного пласта за счёт создания разветвлённой системы микротрещин и изменения динамических характеристик флюида (нефть, газ, конденсат, вода). Воздействие на добывающие скважины вызывает приток флюида к скважине, а воздействие на нагнетательные скважины ведёт к увеличению их приемистости.
Метод позволяет восстановить добычу на скважинах, на которых в силу различных причин добыча нефти или газа традиционными способами невозможна или малорентабельна. Также теоретически возможно использование метода для разработки трудноизвлекаемых запасов, в том числе высоковязких, сланцевых и пр.

## Принцип действия
Электрический ток высокого напряжения (3000 В) пропускается через электроды разрядника в районе рабочего интервала внутри скважины. Электрическая дуга, характеризующаяся высокой степенью разложения молекул и ионизацией, приводит к образованию плазмы с мгновенным повышением температуры (порядка 20 000 – 40 000 °С). Благодаря этому в течение нескольких микросекунд развивается высокое давление (порядка 10³ МПа). Мгновенное расширение плазмы создаёт ударную волну, а последующее охлаждение и сжатие плазмы вызывает волну сжатия и обратный приток флюида в скважину через перфорационные отверстия в обсадной колонне. Распространяясь в прискважинной зоне, она разрушает кольматирующие образования. При многократных повторениях разряда энергия ударной волны распространяется по твёрдому скелету пласта и в жидкости, превращаясь затем в продольные (упругие) волны. Основными параметрами электрогидравлической обработки, определяющими её эффективность, являются давление ударной волны и число генерируемых импульсов вдоль интервала перфорации.
В результате воздействий в массиве формируются волны упругих деформаций, которые распространяются на большие расстояния от скважины и обеспечивают получение значительных эффектов, как в самой возбуждающей скважине, так и в скважинах, расположенных в радиусе нескольких сот метров от нее.

## Исторические предпосылки воздействий на пласты с помощью упругих колебаний
Толчком к систематическим исследованиям влияния вибрационно-сейсмических процессов на нефтегазовые залежи послужили наблюдения за землетрясениями. Обнаружилось, что во время землетрясений изменяются пластовые давления и дебиты скважин. Так, землетрясение в Южной Калифорнии в 1952 г. вызвало местами десятикратное повышение давления на устьях фонтанирующих скважин, которое держалось в течение более двух недель. На Новогрозненском месторождении во время землетрясений 1950 и 1955 гг., интенсивность которых достигала 6 - 7 баллов, происходило повышение пластовых давлений и добычи нефти. Во время Дагестанского землетрясения в 1970 г. добыча нефти повысилась на нефтяных залежах в радиусе более 200 км от эпицентра. Так, на одной из скважин Эльдаровского месторождения, расположенной в 220 км от эпицентра землетрясения, увеличение дебита составило более 900 т/сут .

## Влияние упругих колебаний на призабойную зону скважин
Для обозначения воздействия на призабойную зону пласта (ПЗП) упругими колебаниями существует много различных терминов: "вибрационное", "акустическое", "гидроакустическое", "волновое", "гидроволновое" и т.д. Как свидетельствует литература, максимальный отклик ПЗП на воздействие упругими колебаниями находится в избирательном низкочастотном диапазоне 20-300 Гц, а глубина эффективного воздействия, определяемая пространственно-энергетическим распределением упругих колебаний и энергетическими порогами наступления эффектов, достигает от нескольких до 10 метров и более. Это расстояния в среде пласта для рассматриваемых частот порядка длины волны. Эксперименты показывают , что под воздействием высокоамплитудных низкочастотных колебаний давления в жидкости порядка 0,3 МПа происходит необратимое увеличение абсолютной проницаемости насыщенных пористых сред. Относительные изменения проницаемости искусственно сцементированных кернов доходят до 30% и связаны с образованием новых фильтрационных каналов в пористой среде, изменением пористости, раскрытием трещин, переупаковкой и изменением ориентации слагающих пористую среду зерен.

## Резонансное возбуждение упругих колебаний
Существование резонансных режимов возбуждения колебаний в скважине, связанных с параметрами вмещающей пористой среды, подтверждают некоторые акустические эксперименты , показывающие, что если в ствол заполненной жидкостью скважины опустить приемник звуковых колебаний и замерять энергетический спектр шума, то на уровне залегания насыщенного жидкостью пласта можно выделить резонансную частоту.
Резонансное возбуждение скважины может достигаться как в режиме высокочастотных радиальных резонансов слоя жидкости , так и в режиме продольных резонансов столба жидкости на низких частотах . Варьируя технические параметры генератора в пределах продуктивного интервала скважины, можно подбирать резонансные частоты возбуждения и добиваться согласования возбуждающей частоты с резонансными свойствами продуктивного пласта.
Если для перевода системы из состояния равновесия в новое состояние требуется весьма значительная энергия внешнего воздействия, то в случае нахождения её в метастабильном состоянии внешнее воздействие даже малой интенсивности способно вызывать качественно новое состояние среды . Воздействие на среду с учётом возможной метастабильности её характеристических параметров энергетически является наиболее выгодным.
Существенная исходная термодинамическая неравновесность призабойной зоны как объекта воздействия , возможность проявления в процессах разработки месторождений естественных сил, например, возникновение скачков насыщенностей, неравновесных состояний капиллярных сил на контактах разно насыщенных зон, которые могут достигать в мелких порах продуктивной среды значений 0,003 - 0,05 МПа  и существовать длительные периоды времени , а также возможность существования в призабойной зоне других метастабильных состояний - все это предполагает возможность "отклика" ПЗП при виброволновом воздействии с достаточно низкими интенсивностями колебательного поля.

## Развитие методов обработки пластов с использованием виброволнового воздействия
Впервые метод обработки призабойных зон нагнетательных и добывающих скважин, использующий виброволновое воздействие, был испытан на нефтяных промыслах ещё в 60-х годах, и сразу же были получены достаточно обнадеживающие данные по его технологической эффективности. Тем не менее, дальнейший опыт показал, что для достижения высокой успешности и рентабельности метода, при его применении в осложненных геолого-промысловых условиях эксплуатации скважин, необходимо осуществление целого ряда теоретических, лабораторных и промысловых исследований, конструкторских и технологических изысканий.
Наряду с этим, в 60-х годах на нефтяных месторождениях СССР начали применять воздействие упругими колебаниями на призабойную зону пласта с помощью спускаемых в скважины различных забойных устройств. Именно в этом направлении были достигнуты наиболее впечатляющие предпосылки для развития виброволнового метода. Наибольшее распространение получили генераторы, использующие для работы гидродинамический напор закачиваемой в скважину технологической жидкости (вода, растворы ПАВ, нефть, растворители, кислоты и др.).
Несмотря на успешные результаты, широкое распространение импульсно-ударных методов на месторождениях в геолого-промысловых условиях, основанных на использовании взрывчатых веществ, сдерживается их невысокой эффективностью, недостаточной надёжностью и весьма существенными проблемами безопасности.
К импульсно-ударным методам также относится электрогидравлический (ЭГВ) метод обработки скважин, где для получения импульсов давления используется эффект от электрического пробоя скважинной жидкости между электродами скважинного устройства. Помимо электромагнитного излучения разряда и выделяющегося тепла, в скважинной жидкости образуются импульс давления, газопаровая полость и её последующее пульсирующее схлопывание. Метод ЭГВ не получил широкого распространения из-за невысокой эффективности, в особенности при его использовании на глубоких скважинах.
Технология плазменно-импульсного воздействия, появившаяся в 2007 году является дальнейшим развитием технологии электровзрыва, ранее разработанной коллективом авторов Санкт-Петербургского Горного университета и ФГУП «НИИЭФА» имени Д.В. Ефремова.  

## Комплексная технология повышения продуктивности и реанимации скважин с использованием плазменно-импульсной технологии
Всестороннее изучение процессов, происходящих при виброволновом воздействии в насыщенных коллекторах, заложило основу как для создания новых надёжных, высокоэффективных генераторов колебаний и других технических средств, так и для разработки рациональных технологий, использующих научно обоснованные операционные параметры.
Воздействие упругими колебаниями в условиях обратной приводит к резкой интенсификации очистки пористой среды, загрязнённой различными кольматантами. В связи с этим сочетание виброволнового воздействия с созданием депрессий на продуктивном интервале скважины является одним из необходимых условий эффективной очистки ПЗП, в особенности для скважин с низким пластовым давлением.
Благодаря наложению колебательных упругих деформаций интенсифицируется образование дополнительных трещин, при этом происходит перераспределение и ослабление остаточных упругих напряжений, что уменьшает их смыкание после сброса давления. Знакопеременные упругие деформации пласта в приствольной зоне и на перфорационных каналах приводят к появлению сети микротрещин как на поверхности перфорационных каналов, так и по радиусу от них в глубь пласта, что увеличивает количество открытых каналов для притока жидкости.
Технология ПИВ обладает следующим набором характеристик:
1. Скважинные обработки с использованием ПИВ органично совмещаются со штатными промысловыми операциями подземного (ПРС) и капитального (КРС) ремонта скважин и с операциями большинства традиционных методов обработок ПЗП и пласта.
2. Генератор ПИВ способен возбуждать на забое заполненной жидкостью скважины достаточно высокоамплитудные колебания давления в широком диапазоне частот, при этом частотный и амплитудный режим генерации способны сохранять стабильность и мало зависеть от внешних условий.
3. При импульсном режиме шире спектр частот, что позволяет реализовать условия резонанса в обрабатываемой среде, и при этом амплитудное значение энергии в импульсе существенно выше, чем в непрерывном излучении.
4. Генераторы ПИВ не создают при работе чрезмерные ударные нагрузки внутри конструкций и не вызывают нарушений технического состояния, а также целостности цементного кольца скважин.
5. В радиусе воздействия в окрестности скважины образуется несколько разветвлённых трещин, которые не смыкаются после снятия давления, поэтому, в отличие от гидроразрыва, отпадает необходимость их закрепления пропантом.
6. По своей природе плазменно-импульсное воздействие в используемом амплитудно-частотном диапазоне является экологически безопасным